# Seznam gruzinskih slikarjev
Seznam gruzinskih slikarjev.

## A
- Elene Ahvlediani

## C
- Zurab Cereteli

## B
- (Auguste Baillayre : fr.-gruz.-rus.-moldavsko-romun.)

## Č
- Omar Čkaidze

## G
- Lado Gudiašvili
- Gia Gugušvili

## K
- Šalva Kikodze

## P
- Niko Pirosmanašvili (Niko Pirosmani)

## R
- Ramaz Razmadze

## Š
- Dimitri Ševardnadze